# La dona d'aigua
|  | Aquest article tracta sobre l'òpera. Si cerqueu el mite, vegeu «dona d'aigua». |

La dona d'aigua és una òpera en un pròleg i tres actes de Cassià Casademont i Busquets segons un llibret de Joan Trias i Fàbregas que es va estrenar el 27 de juny de 1911 al Teatre Eldorado, altrament conegut com a Teatre Catalunya, que estava ubicat a la Plaça de Catalunya (Barcelona).

## Context
Joan Trias la va escriure l'any 1909 basant-se en una de les llegendes del gorg de Vallderròs, a Riells del Fai, tot i que hi ha moltes llegendes semblants en molts altres llocs de Catalunya i que, qualssevol d'elles, hauria pogut servir de punt de partida. La primera edició impresa d'aquesta òpera va ser publicada al mateix any de la seva estrena, sota el títol de La dòna d'aygua: poema lírich ab un pròlech i tres actes, amb indicació de què l'obra està inspirada en la llegenda d'el gorg de les donzelles.
L'obra s'emmarca dins el corrent modernista predominant de l'època, amb un punt de contacte entre la tradició popular i el gust literari dels inicis del segle xx, on les dones d'aigua i les fades són uns dels símbols modernistes de l'ideal en contraposició amb el realisme interessat de la burgesia, on pertanyia l'autor. L'obra està estructurada en quatre cants, que van ser titulats Gorg de Vallderròs (pròleg), Dintre la llar, Fora l'era i Retorn al gorg. Es tracta d'una història d'amor entre la reina de les dones d'aigua, éssers màgics vinculats a fonts, llacs i gorgs, i un humà.
L'escenografia va anar a càrrec de Francesc Casanovas, amb decorats creats per Domènec Soler i Gili, que com a escenògraf arribà a treballar a París, tot i que també va dedicar-se a la pintura.
L'obra va tornar a ser cantada el 23 d'octubre de 2011, més de 100 anys després de la seva estrena, per 120 cantaires de les corals de la Vall del Tenes.

## Personatges
| Paper                                   | Tessitura | Intèrprets de l'estrena 27 de juny de 1911 (dir: -) |
| --------------------------------------- | --------- | --------------------------------------------------- |
| La dona d'aigua, reina de les donzelles | soprano   | Emilia Viñas                                        |
| La filla gran                           | soprano   | Roseta Laguna                                       |
| La filla xica                           |           | Carme Mañanet                                       |
| La bruixa                               |           | Dolors de Balcells                                  |
| L'hereu de Viaplana                     | tenor     | Maties Pasqual                                      |
| L'avi-pastor                            | baix      | Conrad Giralt                                       |
| Cor de donzelles, cor de segadors       |           |                                                     |

## Argument
Lloc: Riells del Fai
Època:Segle XVII
Pròleg (Gorg de Vallderròs)És negra nit quan comença el pròleg, i clara matinada quan acaba. La reina és a prop del gorg, on dorm l'hereu de Viaplana. Les donzelles canten i dansen al voltant del gorg. Quan abandonen l'escena, la reina, dona de l'aigua, desperta a l'hereu, i ambdós parlen d'amor. Tornen les donzelles just quan l'hereu i la reina es disposen a marxar cap al mas de l'hereu, després que la reina s'hagi decidit a abandonar el seu regne, fent primer jurar a l'hereu que ell mai l'anomenarà com dona d'aigua i peu forcat, és a dir, que mai dirà que les dones d'aigua són éssers demoníacs.
Acte I (Dintre la llar)Interior al mas Viaplana, deu anys després. Les filles de l'hereu i la reina filen, en una migdiada del mes de juny. Filen i canten sobre el gorg de Valderròs, just quan arriba l'avi-pastor, a qui demanen que els continuï explicant com és el gorg. Canta l'avi-pastor amb molta emoció com és el gorg, i en acabar és cridat per l'hereu, qui li demana que prepari el cavall per anar al mercat a cercar segadors, donat que les terres són plenes de blat que cal segar. Entra a escena la reina, s'abrasen tots i marxen les filles a veure com l'avi-pastor enllesteix el cavall. La reina i l'hereu celebren tants anys de felicitat, i després tornen les filles i l'avi-pastor, amb el cavall. Marxa amb ell l'hereu.
Acte II (Fora l'era)
Camp del mas Viaplana. Fa quatre dies que l'hereu ha marxat. L'avi-pastor està fabricant un flabiol, tan bon punt l'acaba el prova, però no sona. Maleeix la bruixa que deu trobar-se a dins, i la crida. Apareix efectivament la bruixa, tot demanant als bruixots de les tempestes que enviïn les seves art funestes al mas. Desapareix després la bruixa, just quan sona un tro. La tempesta s'acosta ràpidament al mas, i la reina surt de dins a intentar segar els camps abans no arribi la tempesta. Marxa l'avi cap dins el mas. La reina es pregunta qui serà qui ha enviat tant de mal, i apareix la bruixa per respondre-li que ha estat ella qui l'ha enviat. La bruixa li diu que ho ha fet per tal que la reina vegi com són els homes de febles. La reina respon que ella només necessita als segadors, i just quan aquests arriben marxa la bruixa.
Seguen el blat mentre canten, omplen les garbes i les duen sota la porxada del mas. La tempesta es va desfent i surt al cel l'arc de Sant Martí. Aleshores la reina s'adona que han segat el blat abans de temps, i que la tempesta no l'hauria fet malbé. Sona el galop del cavall de l'hereu, que torna a casa. L'hereu veu que tota la collita s'ha perdut, i al mig de la seva desesperació diu: «Així no hagués mai coneguda la dona d'aigua i peu forcat». En aquest moment la reina desapareix als peus de l'hereu, el qual veu ara que tot ho ha perdut, fins i tot la dona. Als fons s'escolten les donzelles del gorg, canten el retorn de la reina, «cor trist i plorosa, fugint de l'hereu».
Acte III (Retorn al gorg)
Altre volta al gorg de Vallderròs. És un capvespre, i en acabar l'acte serà ja fosc. Plora al fons la reina l'infortuni, sense sortir a escena, quan arriben l'hereu i les filles. Les filles han convençut al pare d'anar al gorg. Criden les filles a la mare, i mentre ella apareix a escena l'hereu s'amaga. Li diuen les filles a la reina que al mas manca la mare i l'esposa. Respon la reina que ella ja no en té d'espòs, que ella no és pas d'ell ni ell d'ella. Demana la filla xica perdó per ell, i la reina contesta que ella no pot tornar al mas, que la humanitat no tornaré a veure-la, només la veuran les seves filles. S'abracen elles a la mare i li diuen que no es volen d'ella separar mai més. La reina aleshores els diu que si amb ella volen romandre amb ella s'enfonsaran, i efectivament desapareixen totes tres.
Apareix l'hereu, preguntant a la reina: «Amor que perdo, on ets amor?», i la reina, al fons i sense aparèixer, li respon: «vos l'heu tancat a la foscor». Cau desmaiat l'hereu i surten les donzelles a cantar el final de l'obra: «que essent dones d'aigua no som peu forcats». Teló final.